# Parasport Danmark
Parasport Danmark (tidligere Dansk Handicap Idræts-forbund) er et idrætsforbund, der organiserer sport for personer med et handicap eller et særligt behov i Danmark. Forbundet blev stiftet den 31. oktober 1971 og tæller i 2023 knap 506 registrerede medlemsforeninger over hele landet.
Parasport Danmark er national paralympisk komité i Danmark og varetager i fællesskab med DIF og Team Danmark de danske para-atleters deltagelse i de Paralympiske Lege (PL).
Det er også Parasport Danmark, der repræsenterer Special Olympics i Danmark, organiserer den danske deltagelse i Special Olympics World Games og arrangerer Special Olympics Idrætsfestival hvert andet år i samarbejde med en værtskommune. 

## Idrætter og medlemmer
Medlemsklubberne i Parasport Danmark tæller både traditionelle handicapidrætsforeninger, der typisk tilbyder en række forskellige idrætter målrettet mennesker med handicap eller særlige behov, samt almene idrætsforeninger, der enten inkluderer mennesker med handicap på eksisterende hold eller opretter særlige hold i klubben.
På tværs af parasporten i Danmark er der aktiviteter i mere end 35 idrætsgrene og muligheder for alle. Det gælder både velkendte idrætter som fodbold, håndbold og badminton, der spilles med få eller ingen tilpasninger, samt særlige parasportsgrene som kørestolsrugby, Powerchair Floorball, Frame Running og goalball.